# Propallene ardua
Propallene ardua is een zeespin uit de familie Callipallenidae. De soort behoort tot het geslacht Propallene. Propallene ardua werd in 1975 voor het eerst wetenschappelijk beschreven door Stock. 